# J・B・プリーストリー
J・B・プリーストリー（ジョン・ボイントン・プリーストリーOM、John Boynton Priestley, OM, 1894年9月13日 - 1984年8月14日）は、イングランドの著作家、劇作家、司会者。

## 生涯
プリーストリーは、本人曰く、ブラッドフォードの「極端に立派な」郊外で生まれた。父親は教師で、母親は若くして亡くなった。グラマースクール卒業後、生まれ故郷でウール取引に従事したが、作家になりたい野心があった。ブランドンの思い出は、南に移り住んだ後に書かれた作品の多くに現れる。最初に勤めたスワン・アーケードのようなヴィクトリア朝建築の宅地開発業者による破壊を、老人となったプリーストリーは遺憾に思った。
第一次世界大戦中、プリーストリーは従軍し、デューク・オブ・ウェリントン連隊（Duke of Wellington's Regiment）第10大隊に入った。1916年、迫撃砲によって負傷。除隊後、ケンブリッジ大学トリニティ・ホールで学んだ。30歳になった頃には、プリーストリーはユーモア作家ならびに批評家として認められていた。1927年の小説『Benighted』はジェイムズ・ホエール監督によって映画化された（『魔の家（The Old Dark House）』1932年）。最初のヒットは小説『The Good Companions（友達座）』（1929年）で、ジェームズ・テイト・ブラック記念賞（James Tait Black Memorial Prize）フィクション部門を受賞し、プリーストリーは全国的な有名人になった。続く『Angel Pavement（天使の舗道）』（1930年）で、成功した小説家の仲間入りを果たした。しかし、何人かの評論家はプリーストリーの作品に対して辛口で、プリーストリーも『スタンブール特急（Stamboul Train）』（1932年）の中で自分を中傷したとしてグレアム・グリーン相手に法的措置を講じた。
プリーストリーは新しいジャンルに移行し、劇作家としても有名になった。『Dangerous Corner（危険な曲り角）』（1932年）はウェストエンド劇場（West End theatre）の観客を魅了させた。プリーストリーの最も有名な戯曲は『夜の来訪者』（1946年）で、1954年にはアラステア・シム（Alastair Sim）主演で映画化された。プリーストリーの戯曲は小説よりスタイルが多様で、『Dangerous Corner』と『Time and the Conways（時間とコンウェー一家）』（1937年）の筋の一部にはジョン・ウィリアム・ダンの時間理論の影響が見られる。
プリーストリーの作品の多くは政治的な面を持っている。たとえば『夜の来訪者』を含む一連の「時間物（Time Plays）」には社会主義への多くの言及がある。『夜の来訪者』の「警部」はおそらく自分の意見を託せた分身であったと思われる。第二次世界大戦中、プリーストリーはBBCでレギュラー司会者を務めた。日曜夜の『Postscript（あとがき） 』は1940年いっぱい、そして1941年に再開され、1600万人の聴取者がいて、それを超える人気があったのはチャーチルしかいなかった。しかし、あまりに左翼的すぎるというクレームの結果、降ろされてしまった。プリーストリーは1941コミッティー（1941 Committee）の議長を務め、1942年には社会主義の社会福祉党（Common Wealth Party）の共同創立者となった。ラジオの政治的内容と、戦後のこれまでと異なる新しいイングランドへのプリーストリーの夢は、当時の政策に影響を与え、1945年の総選挙（United Kingdom general election, 1945）での労働党の地滑り的勝利を助けた。しかし、プリーストリー本人は国家も信条も信じていなかった。
1958年には核兵器廃絶運動（Campaign for Nuclear Disarmament）の設立メンバーとなり、1977年にはメリット勲章を受けた。
プリーストリーは3度結婚した。最初の妻はパット・テンピストで、1921年に結婚し、二女をもうけた。二度目の妻はジェーン・ウィンダム＝ルイスで、1926年9月に結婚し、一男二女をもうけた。1953年にジェーンと離婚し、『ドラゴンの口』の共作者ジャケッタ・ホークス（Jacquetta Hawkes）と三度目の結婚をした。

## その他の著作
プリーストリーは1934年に、その前年の秋に国中を旅して見聞きしたことを記した旅行記『イングランド紀行』を書いた。
「時間」の問題に対する興味から、1964年に『Man and Time（人間と時間）』というエッセイを出版した（Aldus Books Limitedはこの本をカール・グスタフ・ユングの『人間と象徴 - 無意識の世界（Man and His Symbols）』と一緒に出版した）。この本の中でプリーストリーは時間に関するさまざまな理論や考えを深く探求した。予知夢現象の分析を含むリサーチとユニークな結論は、1963年にBBCの番組『Monitor』でインタビューされた時の訴えに応じて一般のイギリス国民から寄せられた広範な体験例に一部基づいたものだった。プリーストリーは熱意と技術とでこの難解なテーマを取り扱った。
プリーストリーは公式の回顧録は一度も書かなかったが、『Margin Released』はプリーストリーの作品を読み解くヒントを与えてくれる。十代の時ブラッドフォードのウールの仕分け事務所で働いていたくだりは、ぱっと見たところどうにもなりそうにないテーマから上質の文学を編み上げていて、それはプリーストリーの多くの小説に特徴的なことである。

## 作品

### 小説
- Benighted（1927年）
- Adam in Moonshine（1927年）
- The Good Companions（友達座、1929年）
- Angel Pavement（天使の舗道、1930年）
- Faraway（1932年）
- I'll Tell You Everything（1932年） - ジェラルド・ブリット共著。
- Wonder Hero（1933年）
- They Walk in the City: The Lovers in the Stone Forest（1936年）
- The Doomsday Men（1938年）
- When We Were Married（1938年）
- Let the People Sing（1939年）
- Blackout in Gretley（1942年）
- Daylight on Saturday（1943年）
- Three Men in New Suits（1945年）
- Bright Day（白日、1946年）
- Jenny Villiers（1947年）
- Festival at Farbridge（ファーブリッジの祝祭、1951年）
- Low Notes on a High Level（1954年）
- The Magicians（1954年）
- Saturn Over the Water（1961年）
- The Shapes of Sleep（1962年）
- Sir Michael & Sir George（1964年）
- Lost Empires（失われた帝国、1965年）
- Salt Is Leaving（1966年）
- It's an Old Country（1967年）
- London End（1968年）
- Out Of Town（1968年）
- Snoggle（1971年）
- Over The Long High Wall（1972年）
- Found, Lost, Found（1976年）

### 短編小説
- The Town Major of Miracourt（1930年）

### 短編集
- The Other Place（1953年）
- The Carfitt Crisis（1974年）

### 戯曲
- Dangerous Corner（危険な曲り角、1932年）
- The Roundabout（1932年）
- Eden End（1934年）
- Laburnum Grove（1934年）
- Cornelius（1935年）
- Duet in Floodlight（1935年）
- Bees on the Boatdeck（1936年）
- I Have Been Here Before（1937年）
- Mystery of Greenfingers（1937年）
- People at Sea（1937年）
- Time and the Conways（時間とコンウェー一家、1937年）
- Two Time Plays（1937年）
- Johnson Over Jordan（ジョンソン死す、1939年）
- The Long Mirror（1940年）
- Goodnight Children（1942年）
- Desert Highway（1944年）
- They Came to a City（1944年）
- 夜の来訪者（An Inspector Calls, 1945年） - 訳：安藤貞雄（岩波文庫）/訳：内村直也（三笠書房）
- The Long Mirror（1947年）
- The Rose and Crown（1947年）
- The Linden Tree（1948年）
- Home is Tomorrow（1949年）
- Bright Shadow（1950年）
- Summer Day's Dream（1950年）
- ドラゴンの口（Dragon's Mouth, 1952年） - ジャケッタ・ホークス共作。訳：伊藤あい子（朝日新聞社）
- Mother's Day（1953年）
- Private Rooms（1953年）
- Treasure on Pelican（1953年）
- The Scandalous Affair of Mr. Kettle and Mrs. Moon（1956年）
- The Glass Cage（1957年）

### 詩
- The Chapman of Rhymes（1918年）

### 脚本
- Sing As We Go（1934年）
- 巌窟の野獣（Jamaica Inn, 1939年） - 監督：アルフレッド・ヒッチコック。
- Last Holiday（1950年）

### ノンフィクション
- Brief Diversions（1922年）
- Papers from Lilliput（1922年）
- 英国の小説（The English Novel, 1927年） - 訳：織田正信（東京堂）
- Open House（1927年）
- 英国のユーモア（English Humour, 1929年） - 訳：小池滋、君島邦守（秀文インターナショナル）
- Self-selected Essays（1932年）
- イングランド紀行（English Journey, 1934年） - 訳：橋本槙矩（岩波文庫）
- Midnight on the Desert（1937年） - 自伝。
- Rain Upon Godshill（1939年） - 自伝。
- British Women Go To War（1943年）
- 文学と人間像（Literature and western man, 1960年） -（筑摩書房「世界文學大系別巻2」、のち新版、単行版）

訳：阿部知二・小野協一・大橋健三郎・野崎孝・皆河宗一
- Margin Released（1962年） - 自伝。
- Man and Time（人間と時間、1964年）
- The Edwardians（1970年）
- Particular Pleasures（1975年）
- Instead Of The Trees（1977年） - 自伝。
- 演劇の歴史 - 考える百科シリーズ8・三省堂、1975年。
- 自由な考え方 - 訳：西村孝次（朝日新聞社、1953年）
- 英国人気質  (The English) - 訳：小池滋、清水豊子（秀文インターナショナル、抄訳版）/イギリス人気質 - 訳・注釈：松村昌家（研究社小英文叢書）

### 映画&テレビ化
- An Inspector Calls（1954年、映画） - 監督：ガイ・ハミルトン。
- Out of the Unknownの第204話「Level Seven」（1966年、SFシリーズ）
- Opasnyi povorot（1972年） - ソビエト映画。原作は『Dangerous corner』。
- On prishyol（1972年） - ソビエト映画。原作は『夜の来訪者』。
- Beshennoe zoloto（1976年） - ソビエト映画。原作は『Treasure on Pelican』。
- 31 iyunya（1978年） - ソビエト映画。原作は『The 31st of June』。
- Inspektor Gull（1979年） - ソビエト映画。原作は『夜の来訪者』。
- Skandal'noe proishestvie v Brikmille（1980年） - ソビエト映画。原作は『The scandalous affairs of Mr. Kettle and Mrs. Moon』。
- An Inspector Calls（1982年、テレビ）
- Vremya i sem'ya Konvei（1984年） - ソビエト映画。原作は『Time and the Conways』。
- Lost Empires（1986年）
- Prizraki zelenoi komnaty（1991年） - ソビエト映画。原作は『Jenny Villiers』。

### 日本語
- 岩波文庫「夜の来訪者」の解説（安藤貞雄）